# سه رنگ: سفید
سه رنگ: سفید (به فرانسوی: Trois couleurs: Blanc، به لهستانی: Trzy kolory: Biały، به انگلیسی: three colors: white) فیلمی فرانسوی-لهستانی به کارگردانی کریشتوف کیشلوفسکی محصول سال ۱۹۹۴ است. این فیلم دومین بخش از سه‌گانهٔ سه رنگ کیشلوفسکی (بعد از آبی و قبل از قرمز) است. موسیقی متن فیلم ساختهٔ آهنگساز لهستانی، زبیگنیف پرایسنر است.

## خلاصه داستان
فیلم سه رنگ: سفید، در مورد مشغله‌های جامعه فرانسوی است و داستان مردی لهستانی را به تصویر می‌کشد که همسر فرانسوی‌اش قصد دارد از او طلاق بگیرد و…

## تحلیلی بر فیلم
فیلم معنی سیاسی پنهانی دارد: ناتوانی جنسی کارول و درماندگی مالی او در فرانسه، و ترقی متعاقب آن، به‌منزلهٔ یک سرمایه‌دار قدری مشکوک، کوشش‌های لهستان برای برون‌رفت از اوضاع نامساعدش، در محدودهٔ اروپا را آینگی می‌کند. هم‌چون در آبی، فیلم‌برداری سفید هم برداشت از رنگ به‌کاررفته در عنوان را دشوار می‌سازد: آسمان، تقریباً همیشه، سفید است و چشم‌انداز لهستان پرف‌پوش و سفید به‌تصویر درآمده است. هم‌چنین، غلیان سفید نشان ارگاسم تأخیری است. هم‌چون دو فیلم دیگر از سه‌گانهٔ رنگ‌ها، سفید هم مشتمل بر صور و سمبل‌های بسیاری است که در نگاه اول بی‌ربط می‌نمایند، اما با پس‌نگاه‌ها و پیش‌نگاه‌ها و ارجاع به دو فیلم دیگر این سه‌گانه ارتباطشان روشن می‌شود. در صحنهٔ آغازین در دادگاه، ژولیت بینوش، بازیگر نقش ژولی در آبی، اتفاقاً، وارد اتاق دادگاه می‌شود، که این صحنه در فیلم پیشین دیده شده‌است…

## نگاه کیشلوفسکی به فیلم
کیشلوفسکی، حسابی در برابر داستان پردازی تسلیم شده و پرچم سفید اش را بالا برده تا همگان آن را ببینند. فیلم دربارهٔ تبعیض، عشق و شور زندگی است که با عناصر و مایه‌های مورد علاقه کیشلوفسکی؛ یعنی، انزوا و تنهایی همراه شده‌است. سفید، داستان زندگی یک آرایشگر لهستانی، کارول کارول است. (کیشلوفسکی این نام را برای ادای دین به چارلی چاپلین انتخاب کرد) او در فرانسه زندگی می‌کند و با دومینیک ازدواج کرده ولی به دلایلی دومینیک می‌خواهد از او جدا شود. اکثر منتقدان این فیلم را ضعیف‌ترین فیلم سه گانه او معرفی می‌کنند و تنها از آن با عنوان یک کمدی سیاه نام می‌برند. در جایی از فیلم، قهرمان داستان برای کشتن مردی به یکی از قسمت‌های متروک قطار زیرزمینی می‌رود. در این صحنه، کیشلوفسکی آشکارا زندگی و حیات را می‌ستاید. جایی که از طریق انکار زندگی، به ارزش آن پی می‌برد.
خود کیشلوفسکی می‌گوید: «تحقیر موضوع اصلی فیلم است. مردم با هم برابر نیستند و نمی‌خواهند که باشند.»
کیشلوفسکی می‌گوید:ما مفهوم "برابری" را اینطور می‌فهمیم که همه می‌خواهیم برابر باشیم اما فکر می‌کنم این مطلقاُ نادرست است. فکر نمی‌کنم کسی واقعاً بخواهد برابر باشد. هر کس می‌خواهد "برابرتر " باشد
وی این سه‌گانه را به درخواست جامعه سینمایی فرانسه و به پاسداشت انقلاب آن کشور ساخت؛ با سرمایه و امور فنی فرانسه و فیلمنامه‌نویس، آهنگساز و البته بازیگران لﮫستانی.
شعار معروف انقلاب فرانسه «آزادی، برابری، و برادری» بود، شعاری که در سه رنگ پرچم این کشور انعکاس یافت و کریستف کیشلفسکی هم سه‌گانه خود را بر اساس آن ساخت.
از منظر ایده آلیستی، برابری همچون آزادی تحقق‌پذیر است اما در عالم امکان نه آزادی و نه برابری امکانپذیر نیست زیرا هیچ دو انسانی از ظرفیتها، تواناییها و شرایط اجتماعی برابر برخوردار نیستند. درونمایه اصلی «سفید» هم همین موضوع است.
کیشلوفسکی از درون یک جامعه آرمانگرا (لﮫستاِن کمونیستی) بیرون آمده‌است اما در فیلمهایش عملاً به منتقد جﮫان ایده آلیستی و بنیادیترین مفﮫوم آن یعنی انقلاب، تبدیل شد. فیلم «سفید» نقدی است بیرحمانه و هنرمندانه از فلسفه و مفﮫوم «برابری». «کارول» جوان که بعد از فروپاشی نظام کمونیستی از لﮫستان فرار کرده، به امید زندگی برابرانه به فرانسه می‌آید تا در آنجا زندگی نوئی بر پایه واقعیت بنا کند، به کار آرایشگری روی آورده ازدواج می‌کند اما بعد از مدتی همسرش با تقاضای طلاق، او را از تمام هستی ساقط می‌کند و کارول که شغل، هویت، و عشق خود را ازدست داده، بدون آنکه به برابری دست‌یافته باشد، با یک چمدان در خیابان رها می‌شود و اینجاست که مفﮫوم برابری در جامعه مدرن به یکباره فرو می‌پاشد، نه به خواست خودش، بلکه به اراده دیگران. تم سفید دربارهٔ تساوی است و این تساوی در تصمیم جدی کارول برای این‌که بیش از هرکس دیگر به این تساوی برسد، منعکس است.